# Самарский сельсовет (Локтевский район)
Самарский сельсовет — сельское поселение в Локтевском районе Алтайского края Российской Федерации.
Административный центр — село Самарка.

## История
Статус и границы сельского поселения установлены Законом Алтайского края от 2 декабря 2003 года № 64-ЗС «Об установлении границ муниципальных образований и наделении их статусом сельского, городского поселения, городского округа, муниципального района».

## Население
| 1997 | 1998  | 1999  | 2000  | 2001  | 2002 | 2003 | 2004 | 2005 |
| ---- | ----- | ----- | ----- | ----- | ---- | ---- | ---- | ---- |
| 1320 | ↘1303 | ↘1150 | ↘1067 | ↘1018 | ↘809 | ↗840 | ↗934 | ↘903 |
| 2006 | 2007  | 2008  | 2009  | 2010  | 2011 | 2012 | 2013 | 2014 |
| ↘849 | ↘743  | ↘707  | ↗738  | ↘721  | ↘715 | ↘677 | ↘631 | ↘618 |
| 2015 | 2016  | 2017  | 2018  | 2019  | 2020 | 2021 |      |      |
| ↘586 | ↗590  | ↘578  | ↘562  | ↘546  | ↘519 | ↘493 |      |      |

По результатам Всероссийской переписи населения 2010 года, численность населения муниципального образования составила 721 человек, в том числе 341 мужчина и 380 женщин.

## Состав сельского поселения
| № | Населённый пункт | Тип населённого пункта       | Население |
| - | ---------------- | ---------------------------- | --------- |
| 1 | Самарка          | село, административный центр | ↘493      |